# Ferdinand Sauerbruch

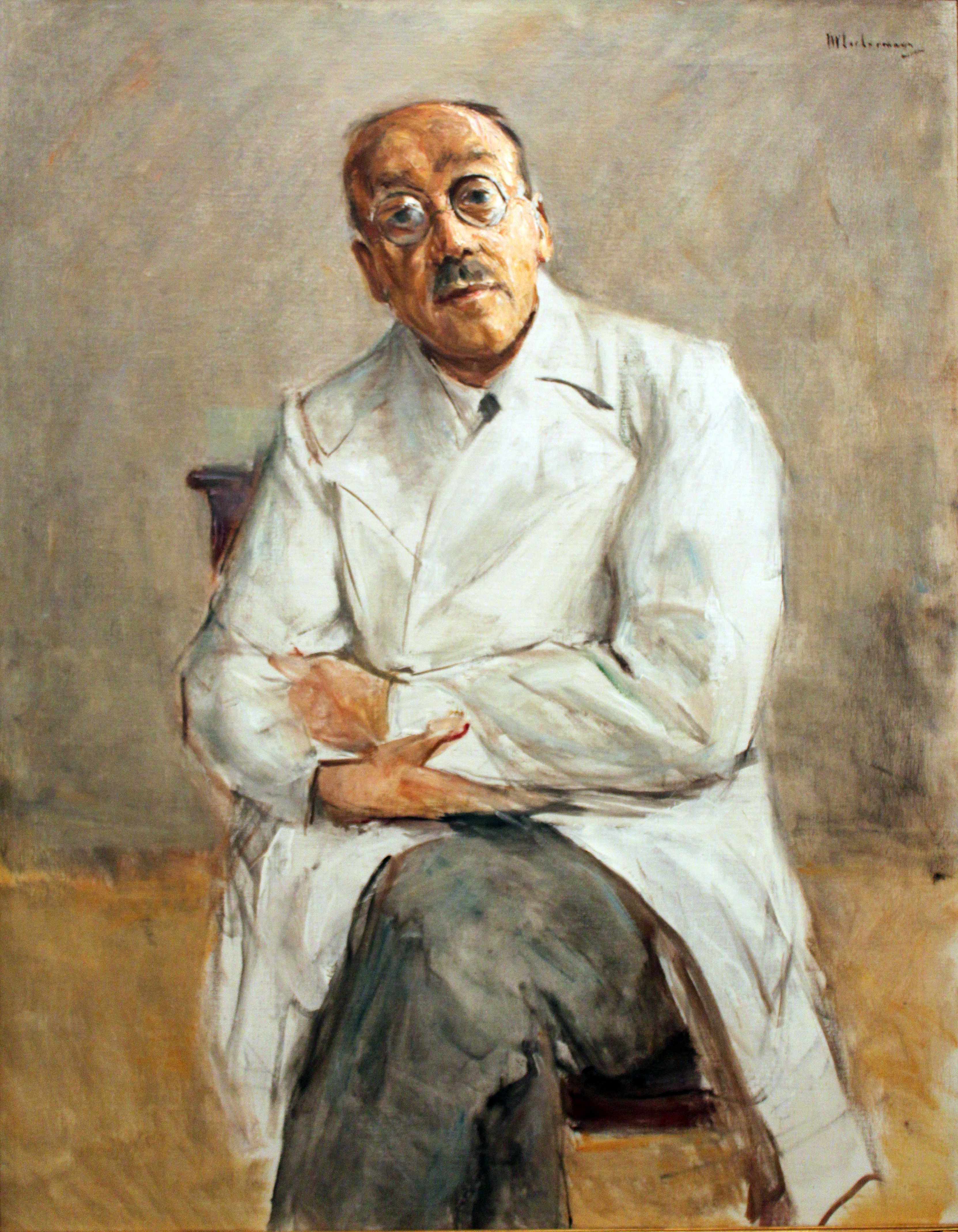
Max Liebermann: Ferdinand Sauerbruch (1932)

Ernst Ferdinand Sauerbruch (3. července 1875 Barmen – 2. července 1951 Berlín) byl německý chirurg.

## Život
Sauerbruch se narodil v Barmenu u Wuppertalu. Vystudoval medicínu na Filipově univerzitě v Marburgu, Greifswaldské univerzitě a Univerzitě Friedricha Schillera v Jeně. Studia dokončil v roce 1902 na Univerzitě v Lipsku. V roce 1903 se přestěhoval do Vratislavi, kde vyvinul a v roce 1904 předvedl veřejnosti takzvanou Sauerbruchovu komoru, tedy tlakovou komoru pro operace otevřeného hrudníku. Pro hrudní chirurgii a operace srdce a plic to byl průlomový vynález. Během první světové války jako polní chirurg vyvinul několik nových typů protéz.
V letech 1918 až 1927 Sauerbruch pracoval na Univerzitě Ludwiga Maximiliana v Mnichově, kde se zabýval zdokonalováním chirurgické techniky a stanovení diety vhodné pro léčbu tuberkulózy. Od roku 1928 do roku 1949 stál v čele chirurgického oddělení univerzitní nemocnice Charité v Berlíně, odkud se do světa šířil ohlas jeho inovativních operačních postupů. Svými zkušenostmi a mimořádnými schopnostmi si rychle vybudoval mezinárodní renomé a léčil mnoho prominentních pacientů. Byl tehdy dobře známý i díky svému nekompromisnímu odhodlání léčit všechny pacienty nezávisle na jejich sociálním, politickém nebo etnickém pozadí. Před druhou světovou válkou mu nacistický režim udělil Národní cenu za vědu a umění. Sauerbruchův postoj k nacistickému režimu je nejasný. Na svém postu byl nepochybně v kontaktu s politickou elitou, ale sám nikdy nebyl členem NSDAP ani nepodporoval její politické cíle. Na druhou stranu byl vášnivým nacionalistou, který chtěl odčinit „ponížení z Versailles“ a horlivě se snažil, aby předvedl svou zemi jako moderní a sofistikovanou společnost. I když přijal Národní cenu, která po krátkou dobu Německu sloužila jako domácí alternativa za Nobelovy cenu, na druhou stranu se veřejně vyslovil na obranu lidí, kteří byli stíháni (např. Liebermanna). Byl součástí tzv. Středeční společnosti, skupiny vědců, ve které byly zastoupené i hlasy k režimu kritické. Později byl sám zatčen, protože jeho syn Peter měl vazby na Clause von Stauffenberga.
V roce 1937 se stal členem nově zřízené Říšské rady pro výzkum, která podporovala „výzkumné projekty“ SS, včetně experimentů na vězních v koncentračních táborech. Jako vedoucí oddělení všeobecného lékařství Říšské rady osobně schválil financování pokusů Augusta Hirtse s yperitem, prováděných na vězních v koncentračním táboře Natzweiler v letech 1941 až 1944. Byl ale také jedním z mála univerzitních profesorů, kteří se veřejně vyslovili proti nacistickému programu eutanazie T4. V roce 1942 se stal armádním chirurgem a v září 1943 byl vyznamenán Válečným záslužným křížem s meči. Po osvobození Německa byl 12. října 1945 Spojenci obviněn z napomáhání nacistům, ale pro nedostatek důkazů nebyl odsouzen.
Sauerbruch zůstal v nemocnici po celou válku i po ní. Z Charité byl propuštěn až poté, co se na něm začala projevovat postupující demence, navzdory které pokračoval s nejistými výsledky v léčbě pacientů. Jeho kolegové zjistili chyby, ale nebyli schopni ho zastavit kvůli jeho slávě a moci (viz Youngson, 1997).
Zemřel v Berlíně ve věku 75 let a je pohřben na hřbitově ve Wannsee. Jeho život zachytil novinář Hans Rudolf Berndorff v pamětech nazvaných To byl můj život (německy: Das war mein Leben, zfilmovaných v roce 1954). Přesnost pamětí zpochybnil Sauerbruchův žák Rudolf Nissen.
Sauerbruchovo jméno nese střední škola v saském Grossröhrsdorfu.
Měl tři syny, nejstaršího Hanse (1910–1996), který se stal malířem, prostředního Petera (1913–2010), zástupce 14. obrněné divize v generálním štábu, a nejmladšího Friedricha, který byl také chirurgem. Právě ten zařídil odchod Sauerbrucha z Charité kvůli jeho omezenému sebeovládání.